# Івона Кучиньська
Івона Кучиньська (пол. Iwona Kuczyńska; нар. 22 лютого 1961) — колишня польська тенісистка.
Найвищу одиночну позицію світового рейтингу — 64 місце досягла 12 жовтня 1987, парну — 35 місце — 16 січня 1989 року.
Здобула 1 одиночний та 1 парний титул.
Завершила кар'єру 1990 року.

## Особисте життя
Лесбійка. Її партнеркою була чеська тенісистка Яна Новотна, до її смерті у 2017. Пара мешкала у чеському селі Оміце, поблизу свого міста Брно.

## Фінали турнірів WTA

### Парний розряд 3 (1–2)
| Легенда                       |   |
| Великий шлем                  | 0 |
| Чемпіонати WTA                | 0 |
| Турніри I-ї категорії         | 0 |
| Турніри II-ї категорії        | 0 |
| Турніри III-ї категорії       | 1 |
| Турніри IV-ї та V-ї категорій | 0 |

| Титули за покриттям |   |
| Тверде              | 0 |
| Ґрунт               | 0 |
| Трава               | 0 |
| Килим               | 1 |

| Результат | W/L | Дата     | Турнір                               | Покриття  | Партнерка           | Суперниці                   | Рахунок  |
| --------- | --- | -------- | ------------------------------------ | --------- | ------------------- | --------------------------- | -------- |
| Поразка   | 0–1 | Бер 1983 | Піттсбург, США                       | Килим (i) | Трей Льюїс          | Кенді Рейнолдс Пола Сміт    | 2–6, 2–6 |
| Поразка   | 0–2 | Вер 1984 | Southern California Open, США        | Тверде    | Террі Голледей      | Бетсі Нагелсен Пола Сміт    | 2–6, 4–6 |
| Перемога  | 1–2 | Жов 1988 | Porsche Tennis Grand Prix, Німеччина | Килим (i) | Мартіна Навратілова | Раффаелла Реджі Елна Рейнах | 6–1, 6–4 |

## Фінали ITF

### Одиночний розряд (1–1)
| Легенда         |
| --------------- |
| турніри $25,000 |
| турніри $10,000 |

| Результат | Ранг | Дата          | Турнір               | Покриття  | Суперниця            | Рахунок       |
| --------- | ---- | ------------- | -------------------- | --------- | -------------------- | ------------- |
| Перемога  | 1.   | 19 січня 1987 | ITF Байонна, Франція | Килим (i) | Катерін Моте-Жобкель | 2–6, 6–3, 6–4 |
| Поразка   | 1.   | 4 грудня 1989 | ITF Гавр, Франція    | Ґрунт     | Наталі Ерреман       | 4–6, 6–7(5)   |

### Парний розряд (6–3)
| Результат | Ранг | Дата            | Турнір                          | Покриття   | Партнерка       | Суперниці                          | Рахунок       |
| --------- | ---- | --------------- | ------------------------------- | ---------- | --------------- | ---------------------------------- | ------------- |
| Перемога  | 1.   | 12 липня 1981   | ITF Марсель, Франція            | Ґрунт      | Флоренца Міхай  | Ізабель Верне Даніела Порціо       | 6–7, 6–2, 6–1 |
| Перемога  | 2.   | 26 липня 1981   | ITF Лоано, Італія               | Ґрунт      | Сабіна Сіммондс | Каталін Фаркаш Ева Рожавельдьї     | 6–3, 6–1      |
| Перемога  | 3.   | 9 серпня 1981   | ITF Сецце, Італія               | Ґрунт      | Сабіна Сіммондс | Кріс О'Ніл Міммі Вікстедт          | 6–0, 6–4      |
| Перемога  | 4.   | 16 серпня 1981  | ITF Ніколозі, Італія            | Ґрунт      | Сабіна Сіммондс | Андреа Тьєцці Беатріс Вільяверде   | 6–3, 6–1      |
| Поразка   | 5.   | 15 серпня 1982  | ITF Балтимор, США               | Тверде     | Венді Луманн    | Джоанн Расселл Лора Дюпонт         | 2–6, 2–6      |
| Перемога  | 6.   | 21 липня 1986   | ITF Штутгарт, Західна Німеччина | Ґрунт      | Гана Фукаркова  | Аннелі Б'єрк Сара Салліван         | 7–5, 6–0      |
| Поразка   | 7.   | 19 січня 1987   | ITF Байонна, Франція            | Тверде (i) | Корінн Ваньє    | Вірджинія Рузіч Катрін Танв'є      | 3–6, 2–6      |
| Поразка   | 8.   | 20 квітня 1987  | ITF Монвізо, Італія             | Ґрунт      | Гана Фукаркова  | Вікторія Мильвидська Aida Halatian | 5–7, 3–6      |
| Перемога  | 9.   | 26 березня 1990 | ITF Лімож, Франція              | Килим (i)  | Анн Девріє      | Катрін Танв'є Сандрін Тестю        | 6–3, 3–6, 6–4 |